# A Spanish Piece
«A Spanish Piece» es la duodécima canción del álbum de 1969 de Pink Floyd, Music from the Film More.

## Composición
De solo 1 minuto y 4 segundos, A Spanish Piece es un instrumental que usa una falseta característica del flamenco, acompañada por algunos canturreos y vocalizaciones de David Gilmour acentuados cómicamente, en los que se le puede oír coqueteando borracho con una chica, amenazando a alguien y susurrando "Pass the tequila, Manuel" (del inglés, "Pásame el tequila, Manuel"). 

## Créditos
- David Gilmour - Guitarra y voz